# Copa da Escócia de 1948–49
A Copa da Escócia de 1948-49 foi a 64º edição do torneio mais antigo do futebol da Escócia. O campeão foi o Rangers F.C., que conquistou seu 12º título na história da competição ao vencer a final contra o Clyde F.C., pelo placar de 4 a 1.

## Premiação
| Copa da Escócia de 1948-49        |
| Escócia                           |
| --------------------------------- |
| Rangers F.C. Campeão (12º título) |